# IS Open de Tenis 2013
El torneo IS Open de Tenis 2013 es un torneo profesional de tenis. Pertenece al ATP Challenger Series 2013. Se disputará su 2ª edición sobre tierra batida, en San Pablo, Brasil entre el 22 y el 28 de abril de 2013.

## Jugadores participantes del cuadro de individuales

### Cabezas de serie
| País                 | Jugador                | Rank1 | Favorito |
| Bandera de Brasil    | Rogério Dutra da Silva | 97    | 1        |
| Bandera de Brasil    | João Souza             | 114   | 2        |
| Bandera de Italia    | Matteo Viola           | 126   | 3        |
| Bandera de Portugal  | Gastão Elias           | 133   | 4        |
| Bandera de Argentina | Guido Andreozzi        | 165   | 5        |
| Bandera de Túnez     | Malek Jaziri           | 168   | 6        |
| Bandera de Chile     | Paul Capdeville        | 169   | 7        |
| Bandera de Croacia   | Antonio Veić           | 170   | 8        |
| -------------------- | ---------------------- | ----- | -------- |

- 1 Se ha tomado en cuenta el ranking del 15 de abril de 2013.

### Otros participantes
Los siguientes jugadores recibieron una invitación (wild card), por lo tanto ingresan directamente al cuadro principal (WC):
- Pablo Cuevas
- Marcelo Demoliner
- Ricardo Hocevar
- Júlio Silva

Los siguientes jugadores recibieron ingresan directamente al cuadro principal como jugadores alternativos (Alt):
- Jozef Kovalík
- Eduardo Schwank

Los siguientes jugadores ingresan al cuadro principal tras disputar el cuadro clasificatorio (Q):
- Pablo Galdón
- Máximo González
- Dušan Lojda
- Rui Machado

## Jugadores participantes en el cuadro de dobles

### Cabezas de serie
| País                      | Jugador           | País                 | Jugador               | Rank1 | Favorito |
| Bandera de Brasil         | Marcelo Demoliner | Bandera de Brasil    | João Souza            | 190   | 1        |
| Bandera de Estados Unidos | James Cerretani   | Bandera de Francia   | Pierre-Hugues Herbert | 266   | 2        |
| Bandera de Croacia        | Nikola Mektić     | Bandera de Croacia   | Antonio Veić          | 349   | 3        |
| Bandera de Argentina      | Guillermo Durán   | Bandera de Argentina | Renzo Olivo           | 488   | 4        |
| ------------------------- | ----------------- | -------------------- | --------------------- | ----- | -------- |

- 1 Se ha tomado en cuenta el ranking del 15 de abril de 2013.

### Otros participantes
Los siguientes jugadores recibieron una invitación (wild card), por lo tanto ingresan directamente al cuadro principal:
- Thiago Alves /  Augusto Laranja
- Fabiano de Paula /  Júlio Silva
- Rogério Dutra da Silva /  Eduardo Russi

## Campeones

### Individual Masculino
- Paul Capdeville  derrotó en la final a  Renzo Olivo por 6-2, 6-2.

### Dobles Masculino
- Marcelo Demoliner /  Joao Souza derrotaron en la final a  James Cerretani /  Pierre-Hugues Herbert  por 6-3, 3-6, [10]-[6].